# 白夜の日々
「白夜の日々」（びゃくやのひび）は、日本のロックバンド、9mm Parabellum Bulletの楽曲で、2020年9月9日に11枚目のシングルとして発売された。

## 概要
前作「名もなきヒーロー」から約1年5か月ぶりとなるシングル。
表題曲である白夜の日々は、7月に開催されたオンラインライブ『UNITED FOR MUSIC-Live 60-』内で先行公開された。また、8月19日にはMVが公開されたほか、9月8日までの期間限定でリリース記念のキャンペーンが実施された。応募した全員に「白夜の日々」オリジナルバーチャル背景画像が配布されたほか、抽選で15人に「カオスの百年 vol.13」Tシャツがプレゼントされた。

## 収録曲
1. 白夜の日々
本シングルの表題曲。スペースシャワー、J-WAVE、CINRAが発足させた音楽エンターテインメント最高支援プロジェクト「UNITED FOR MUSIC」によるオンラインライブ『UNITED FOR MUSIC-Live 60-』(9mmは7月24日に配信ライブを実施)にて初公開された楽曲。
本ステージにて、9mmは新アーティスト写真を撮影した他、本曲のMVも撮影した[2]。
歌詞は外出自粛期間中の4月半ば頃から書いていたという[5]。
2. ロードムービー
3. Calm Down
インスト曲。5th アルバム『Dawning』収録の「Wild West Mustang」以来の完全インスト曲である。